# Papieskie odznaczenia
Odznaczenia papieskie – odznaczenia nadawane przez papieża jako głowę państwa Stolica Apostolska (nie przez Watykan).
W Polsce przyjęty jest zwyczaj, że odznaczenia papieskie nosi się po odznaczeniach polskich, a przed innymi odznaczeniami zagranicznymi (zgodnie ze starą europejską tradycją orderową).
| Baretka                                               | Nazwa                                                                                   |
| Aktualnie nadawane odznaczenia (z datą ustanowienia)  | Aktualnie nadawane odznaczenia (z datą ustanowienia)                                    |
| ----------------------------------------------------- | --------------------------------------------------------------------------------------- |
|                                                       | Order Najwyższy Chrystusa (1319)                                                        |
|                                                       | Order Złotej Ostrogi (1357–1841, ponow. 1905)                                           |
|                                                       | Order Piusa IX – Złoty Łańcuch (1560/1957)                                              |
|                                                       | Order Piusa IX – Krzyż Wielki (1560/1847)                                               |
|                                                       | Order Piusa IX – Komandor z Gwiazdą (1560/1847)                                         |
|                                                       | Order Piusa IX – Komandor (1560/1847)                                                   |
|                                                       | Order Piusa IX – Kawaler (1560/1847)                                                    |
|                                                       | Order św. Grzegorza Wielkiego – Krzyż Wielki (1831)                                     |
|                                                       | Order św. Grzegorza Wielkiego – Komandor z Gwiazdą (1831)                               |
|                                                       | Order św. Grzegorza Wielkiego – Komandor (1831)                                         |
|                                                       | Order św. Grzegorza Wielkiego – Kawaler (1831)                                          |
|                                                       | Order św. Sylwestra – Krzyż Wielki (1841)                                               |
|                                                       | Order św. Sylwestra – Komandor z Gwiazdą (1841)                                         |
|                                                       | Order św. Sylwestra – Komandor (1841)                                                   |
|                                                       | Order św. Sylwestra – Kawaler (1841)                                                    |
|                                                       | Krzyż Pro Ecclesia et Pontifice (wz. od 1908)                                           |
|                                                       | Krzyż Pro Ecclesia et Pontifice (1893–1908)                                             |
|                                                       | Krzyż Pro Ecclesia et Pontifice (1888–1893)                                             |
|                                                       | Medal Benemerenti (1832)                                                                |
| Zniesione odznaczenia (z latami nadawania)            |                                                                                         |
|                                                       | Order Moretta (1806–1870)                                                               |
| łańcuch                                               | Order św. Cecylii (1847–1870)                                                           |
|                                                       | Medal Zasługi Wojskowej (–1870)                                                         |
|                                                       | Krzyż Pielgrzyma (1901–1954)                                                            |
|                                                       | Krzyż Laterański (1903–1954)                                                            |
|                                                       | Krzyż Lauretański I kl. (1888–1954)                                                     |
|                                                       | Krzyż Lauretański II i III kl. (1888–1954)                                              |
|                                                       | Krzyż Adwokatów Świętego Piotra (1878–1954)                                             |
|                                                       | Krzyż Błogosławieństwa                                                                  |
|                                                       | Krzyż „Benemerenti” za Rok Święty 1900                                                  |
|                                                       | Krzyż „Benemerenti” za Rok Święty 1925                                                  |
|                                                       | Medal „Benemerenti” Gwardii Palatyńskiej                                                |
|                                                       | Medal „Benemerenti” Gwardii Palatyńskiej za Służbę Nadzwyczajną 1943–1944               |
|                                                       | Medal „Benemerenti” za Wystawę Misyjną w 1925                                           |
| (w przygot.)                                          | Medal Pamiątkowy Jubileuszu Kapłaństwa Piusa X (1908)                                   |
|                                                       | Medal Pamiątkowy Żandarmerii Państwa Papieskiego (1916)                                 |
|                                                       | Medal Pamiątkowy Jubileuszu Kapłaństwa Piusa XI (1928)                                  |
|                                                       | Medal za Uśmierzenie Bandytyzmu w Państwie Papieskim (1825)                             |
| (w przygot.)                                          | Medal Powstańców Lombardzko-Weneckich (1848)                                            |
|                                                       | Medal Kampanii 1849                                                                     |
|                                                       | Medal Wierności (1849)                                                                  |
|                                                       | Medal bitwy pod Castelfidardo (1860)                                                    |
|                                                       | Medal bitwy pod Mentaną (1867)                                                          |
|                                                       | Medal Pamiątkowy Straży Ogniowej (1836)                                                 |
|                                                       | Medal Pamiątkowy Epidemii Cholery (1837)                                                |
|                                                       | Medal Pamiątkowy Otwarcia Muzeum Etruskiego (1838)                                      |
|                                                       | Medal Pamiątkowy Straży Ogniowej (1847)                                                 |
|                                                       | Medal Pamiątkowy Gwardii Obywatelskiej (1840)                                           |
| (w przygot.)                                          | Medal Pamiątkowy Gwardii Szlacheckiej (1901)                                            |
|                                                       | Medal Pamiątkowy Gwardii Szwajcarskiej (1906)                                           |
| Religine zakony/ordery rycerskie pod ochroną papieską |                                                                                         |
|                                                       | Order Grobu Świętego – Kawaler Naszyjnika                                               |
|                                                       | Order Grobu Świętego – Kawaler Krzyża Wielkiego                                         |
|                                                       | Order Grobu Świętego – Komandor z Gwiazdą                                               |
|                                                       | Order Grobu Świętego – Komandor                                                         |
|                                                       | Order Grobu Świętego – Kawaler                                                          |
|                                                       | Baliw Krzyża Wielkiego po Sprawiedliwości Orderu Maltańskiego                           |
|                                                       | Kawaler Krzyża Wielkiego po Sprawiedliwości Orderu Maltańskiego                         |
|                                                       | Komandor po Sprawiedliwości (ipso iure) Orderu Maltańskiego                             |
|                                                       | Kawaler po Sprawiedliwości Orderu Maltańskiego                                          |
|                                                       | Profesyjny Kapelan Konwentualny Krzyża Wielkiego po Sprawiedliwości Orderu Maltańskiego |
|                                                       | Profesyjny Kapelan Konwentualny po Sprawiedliwości Orderu Maltańskiego                  |
|                                                       | Baliw Krzyża Wielkiego Honoru i Dewocji w Posłuszeństwie Orderu Maltańskiego            |
|                                                       | Kawaler/Dama Krzyża Wielkiego Honoru i Dewocji w Posłuszeństwie Orderu Maltańskiego     |
|                                                       | Kawaler/Dama Honoru i Dewocji w Posłuszeństwie Orderu Maltańskiego                      |
|                                                       | Kawaler/Dama Krzyża Wielkiego Łaski i Dewocji w Posłuszeństwie Orderu Maltańskiego      |
|                                                       | Kawaler/Dama Łaski i Dewocji w Posłuszeństwie Orderu Maltańskiego                       |
|                                                       | Kawaler/Dama Krzyża Wielkiego Łaski Magistralnej w Posłuszeństwie Orderu Maltańskiego   |
|                                                       | Kawaler/Dama Łaski Magistralnej w Posłuszeństwie Orderu Maltańskiego                    |
|                                                       | Baliw Krzyża Wielkiego Honoru i Dewocji Orderu Maltańskiego                             |
|                                                       | Kawaler/Dama Krzyża Wielkiego Honoru i Dewocji Orderu Maltańskiego                      |
|                                                       | Komandor Honoru i Dewocji (ius patronatus) Orderu Maltańskiego                          |
|                                                       | Kawaler/Dama Honoru i Dewocji Orderu Maltańskiego                                       |
|                                                       | Kapelan Konwentualny Krzyża Wielkiego (ad honorem) Orderu Maltańskiego                  |
|                                                       | Kapelan Konwentualny (ad honorem) Orderu Maltańskiego                                   |
|                                                       | Kawaler/Dama Krzyża Wielkiego Łaski i Dewocji ze Wstęgą Orderu Maltańskiego             |
|                                                       | Kawaler/Dama Krzyża Wielkiego Łaski i Dewocji Orderu Maltańskiego                       |
|                                                       | Kawaler/Dama Łaski i Dewocji Orderu Maltańskiego                                        |
|                                                       | Kapelan Magistralny Orderu Maltańskiego                                                 |
|                                                       | Kawaler/Dama Krzyża Wielkiego Łaski Magistralnej ze Wstęgą Orderu Maltańskiego          |
|                                                       | Kawaler/Dama Krzyża Wielkiego Łaski Magistralnej Orderu Maltańskiego                    |
|                                                       | Kawaler/Dama Łaski Magistralnej Orderu Maltańskiego                                     |
|                                                       | Donator Dewocji I Klasy Orderu Maltańskiego                                             |
|                                                       | Donator Dewocji II Klasy Orderu Maltańskiego                                            |
|                                                       | Donator Dewocji III Klasy Orderu Maltańskiego                                           |
|                                                       | Łańcuch z Mieczami Orderu Zasługi Zakonu Maltańskiego                                   |
|                                                       | Łańcuch Orderu Zasługi Zakonu Maltańskiego                                              |
|                                                       | Krzyż Wieki z Mieczami Klasy Specjalnej Orderu Zasługi Zakonu Maltańskiego              |
|                                                       | Krzyż Wielki Klasy Specjalnej Orderu Zasługi Zakonu Maltańskiego                        |
|                                                       | Krzyż Wielki z Mieczami Orderu Zasługi Zakonu Maltańskiego                              |
|                                                       | Krzyż Wielki Orderu Zasługi Zakonu Maltańskiego                                         |
|                                                       | Krzyż Wielki „Pro Piis Meritis” Orderu Zasługi Zakonu Maltańskiego                      |
|                                                       | Wielki Oficer z Mieczami Orderu Zasługi Zakonu Maltańskiego                             |
|                                                       | Wielki Oficer Orderu Zasługi Zakonu Maltańskiego                                        |
|                                                       | Krzyż z Plakietką Orderu Zasługi Zakonu Maltańskiego                                    |
|                                                       | Komandor z Mieczami Orderu Zasługi Zakonu Maltańskiego                                  |
|                                                       | Komandor Orderu Zasługi Zakonu Maltańskiego                                             |
|                                                       | Krzyż z Koroną Orderu Zasługi Zakonu Maltańskiego                                       |
|                                                       | Oficer z Mieczami Orderu Zasługi Zakonu Maltańskiego                                    |
|                                                       | Oficer Orderu Zasługi Zakonu Maltańskiego                                               |
|                                                       | Krzyż z Tarczą Orderu Zasługi Zakonu Maltańskiego                                       |
|                                                       | Krzyż „Pro Piis Meritis” Orderu Zasługi Zakonu Maltańskiego                             |
|                                                       | Krzyż z Mieczami Orderu Zasługi Zakonu Maltańskiego                                     |
|                                                       | Krzyż Orderu Zasługi Zakonu Maltańskiego                                                |
|                                                       | Medal Złoty z Mieczami Zasługi Zakonu Maltańskiego                                      |
|                                                       | Medal Złoty Zasługi Zakonu Maltańskiego                                                 |
|                                                       | Medal Srebrny z Mieczami Zasługi Zakonu Maltańskiego                                    |
|                                                       | Medal Srebrny Zasługi Zakonu Maltańskiego                                               |
|                                                       | Medal Brązowy z Mieczami Zasługi Zakonu Maltańskiego                                    |
|                                                       | Medal Brązowy Zasługi Zakonu Maltańskiego                                               |
|                                                       | Medal Zakonu Maltańskiego za Kampanię, z klamrą COVID-19                                |
|                                                       | Medal Zakonu Maltańskiego za Kampanię, z klamrą UCRAINA                                 |